# Nowe Ślepce
Nowe Ślepce (deutsch Neu Schleps) ist ein Wohnplatz in der Woiwodschaft Westpommern in Polen. Er gehört zur Gmina Sławoborze (Landgemeinde Stolzenberg) im Powiat Świdwiński (Schivelbeiner Kreis).
Der Wohnplatz liegt in Hinterpommern, etwa 90 km nordöstlich von Stettin und etwa 28 km südlich von Kołobrzeg (Kolberg).
Der Wohnplatz wurde im 18. Jahrhundert als Vorwerk von Leppin angelegt. Vermutlich erfolgte die Gründung um 1750 durch Henning Anselm von Blankenburg, Besitzer des Rittergutes Leppin und Prälat des Camminer Domstifts. Das neue Vorwerk wurde zunächst „Blankenburgsfelde“ oder „Blankenfelde“ genannt, nach der Gutsbesitzerfamilie von Blankenburg. Später wurde es „Neu Schleps“ genannt, in Anlehnung an das etwa 1 km südlich liegende, ebenfalls zu Leppin gehörende ältere Vorwerk (Alt) Schleps.
Im Jahre 1876 erwarben drei Schivelbeiner Kaufleute namens Jakobus, Mannheim und Müller Neu Schleps, Alt Schleps und die weiter südlich gelegene  Glashütte Emmyhütte. Diese Besitzungen wurden damit vom Gutsbetrieb Leppin abgetrennt. In Emmyhütte rissen sie die Glashütte ab und legten stattdessen 20 Pachthöfe an. Nach einem weiteren Besitzwechsel wurden die Gebäude des Vorwerks Neu Schleps nach 1887 überwiegend abgebrochen.
Im Jahre 1902 schließlich, wiederum nach einem Besitzwechsel, legten die neuen Besitzer von Alt Schleps und Neu Schleps weitere Pachthöfe an, die sich nach Norden hin an die bestehende Bebauung von Emmyhütte anschlossen. Auf diese Weise war eine zusammenhängende Bebauung in der Form eines Straßendorfes entstanden.
Neu Schleps gehörte zu dem um 1890 gegründeten Gutsbezirk Schleps, dann zu der nach 1902 an dessen Stelle getretenen Landgemeinde Schleps. Als Teil der Landgemeinde Schleps, aber amtlich nicht mehr als eigener Wohnplatz geführt, gehörte Neu Schleps bis 1945 zum Kreis Kolberg-Körlin der preußischen Provinz Pommern.
1945 kam Neu Schleps, wie ganz Hinterpommern, an Polen. Die Bevölkerung wurde vertrieben. Der Ortsname wurde zu „Nowe Ślepce“ polonisiert.